# Загадка коштовного метелика
«Загадка коштовного метелика» — другий роман британської дитячої письменниці Кетрін Вудфайн, уперше опублікований 2016 року в Egmont Publishing. Цей роман — друга книга у серії «Таємниці універмагу "Сінклер"», тетралогії загадково-пригодницьких романів в Англії епохи короля Едварда VII (1901–1910 роки)
Перший роман із цієї серії «Загадка механічного горобця» став дитячою книгою місяця книгарні Waterstones (червень, 2015)

## Сюжет
1909 рік, Лондон. От уже кілька місяців, як Софі працює в розкішному універмазі «Сінклер». Потому, як вона із друзями врятувала його від жахливого вибуху, запланованого таємничим злочинцем на прізвисько Барон, навіть її колишні недруги ставляться до дівчини з повагою. Софі саме готується відсвяткувати свій 15-тий день народження, коли отримує дивного листа, адресованого їй та Ліл. У юної міс Вероніки Вайтлі зник безцінний коштовний метелик, якого та неодмінно мусить надягти під час балу. Пошуки брошки приведуть друзів у найнесподіваніші місця — від лондонського китайського кварталу до заміської резиденції лорда Б’юкасла, який виявиться зовсім не тим, за кого себе видає! А пошуки втраченої коштовності перетворяться згодом на гонитву за небезпечним злочинцем та холоднокровним убивцею. 

## Герої
- Софі — головна героїня роману, сирота, її батько помер і залишив її без грошей.
- Ліл — найкраща подруга Софі, з якою вони познайомилися, коли почали працювати в універмазі «Сінклер».
- Біллі — друг Софі, з яким вона познайомилася також в універмазі «Сінклер».
- Джо — колишній член банди Баронових хлопчаків, якого Софі, Ліл і Біллі вперше зустріли, коли він переховувався в підвалі «Сінклера» від Іст-ендської банди, з якої втік.
- Барон —таємничий злочинець.

## Серія «Таємниці універмагу "Сінклер"»
До серії входить 4 романи:
1. Загадка механічного горобця (Урбіно, 2020)
2. Загадка коштовного метелика (Урбіно, 2020)
3. Загадка намальованого дракона
4. Загадка опівнічного павича

## Видання українською
Кетрін Вудфайн. Загадка коштовного метелика / Переклад з англійської Анни Вовченко, серія «Таємниці універмагу "Сінклер"». - Львів: Урбіно, 2020. - 352 ст. [Архівовано 7 серпня 2020 у Wayback Machine.]